# Mizzole
Mizzole ist eine Fraktion der italienischen Gemeinde Verona in der Provinz Verona, Region Venetien.

## Geographie
Der Ort liegt auf 86 m s.l.m. etwa 8,3 km nordöstlich vom Stadtzentrum von Verona entfernt im Gebiet des östlichen Valpolicella am Beginn des Valsquaranto. Letzteres bildet eines der in Nord-Süd-Richtung verlaufenden Täler der Lessinischen Alpen. Als Teil des Valpolicella ist es ein bekanntes Anbaugebiet des gleichnamigen Valpolicella-Weins.

## Geschichte
Mizzole war bereits 1184 eine eigenständige Gemeinde und wurde 1933 in den Verwaltungsbezirk von Verona eingegliedert. Der Ort gehört heute zum 8. Stadtbezirk von Verona.